# 有野いく
有野 いく（ありの いく、1月14日 - ）は、日本の女性声優、タレント、リポーター。「有野いく」は芸名である。
「いくちょん」の愛称で知られ、フリーランスとして普段は司会 (MC) 、リポーター、ナレーション、ラジオパーソナリティを中心に活動しているが、ゲームキャラクターの声優の活動も多くの実績がある。
唐揚げが好きなことで知られ、頭に付けた自作ヘアピンの唐揚げを自身の本体だとしている。全国の唐揚げを求め、今まで3500種類もの唐揚げを食べた。その知識を元に、からあげタレントや研究家として多くのメディアや番組への出演経歴があり、情報番組やバラエティー番組などで唐揚げの知識を披露している。

## 略歴
東京都に生まれ、幼少の頃に大阪府へ移住。大阪府泉佐野市で育ち、中学生の時に東京へと戻る。
2008年、「鷲崎健のアニメロ新人オーディション@Tunes. 第二部」第2期女子メンバー選考オーディションに合格し、応募者1046人（重複含む）の中から、3人が女子メンバーとして選ばれる。2期生として活動後、ドワンゴクリエイティブスクール（現：SAY YOU LAB）に入学。卒業後にエーエス企画へ所属。
2011年1月27日発売の『つくものがたり』で、いくちょん 役として声優デビュー。
2012年12月、エーエス企画を退所。2013年1月1日よりフリーとなる。
2013年07月02日より開始した、やまだひさしのニコラジでの出会いをきっかけとして、2014年4月19日にさつき が てんこもりがプロデュースを手がけるサブカルアイドル「末広アンテナ」を「ななひら」と共に結成。（末広アンテナ自体は解散ではなく活動休止中）
2015年、日本唐揚協会より“今年最も唐揚げが似合う人”として、ベストカラアゲニストを受賞。以降2022年まで7回連続で受賞。2023年に受賞を逃すも、通算8回受賞している。
2015年より2020年まで、群馬県みなかみ町の温泉をPRするユニット「泉極娘」のメンバーとして活動。主に、月夜野温泉の看板娘「月夜野峰」としてステージに立った。
2015年12月10日、初の主催唐揚げイベントを開催。以降、ほぼ毎年開催をしている。2022年からは1月と7月の年2回開催となった。
2017年11月10日、10万円の自腹を切り初のオリジナルソング「カラフル揚ゲーション」を制作。
2018年02月10日、原作の漫画「唐揚道」単行本を発売。2018年10月号で雑誌の漫画連載を終了。11月号より2022年01月号までコラムとして継続執筆。
2018年03月10日放送の有吉反省会にて、山口めろんの禊に付いていった時に山口が親より活動の許可を貰うべくフォローしたシーンが感動を呼び人気が上がる。
2018年12月27日、VR情報番組である(有野いくのオキュっていいとも)にクラユカバ監督である塚原重義がゲスト出演したのをきっかけに、クラユカバのクラウドファンディング内で有野をキャラクター化して出演する支援に参加することを決定。支援に参加するための資金集めにクラウドファンディングを実施、集まった資金を支援金に充てた。2020年のパイロットフィルムでのキャラクター化を経て、2024年に映画へ正式にキャラクターが登場する。この時の声は有野自身が当てたものである。
2021年8月1日、自身がプロデューサーとして関わる唐揚げ情報サイト「からあげパーク」を立ち上げる。
2022年04月05日放送、マツコの知らない世界にてキャラクター性が評価を受ける。
2022年7月1日、自身が初めて監修した地方スーパーとのコラボ唐揚げを発売（2022年5月19日に発表）。
2023年4月10日、SNSとラジオ番組内にて一般男性との結婚を報告した。
2023年07月16日、自身の２曲目となるオリジナルソング「Karaage Party」を制作、発表。
2023年11月29日、自身初のオリジナル唐揚げ「揚乃屋あげ丸」を監修し発売した。
2024年12月18日、佐賀県で47都道府県最後の県の唐揚げを食べ全国制覇した。

## 人物

### から揚げ好きとして知られている
から揚げをこよなく愛している著名人として知られ、出演する番組・イベントの趣旨により、さまざまな肩書をもつ。
- からあげ研究家[21]
- からあげ専門家[22]
- からあげマニア
- からあげタレント
- からあげアイドル[23]

日本唐揚協会のからあげグランプリ授賞式では毎年司会を務め、自身のSNSでも唐揚げの情報を発信しているなど公私共に唐揚げの魅力を伝える活動を行っており、日本唐揚協会会長のやすひさてっぺいに「彼女の唐揚力には目を見張るものがある」と評価されるほどの、唐揚げ愛の持ち主である。
2018年03月10日放送の有吉反省会で、唐揚げ活動用の名前としてお笑い芸人 バカリズムに“揚野（あげの）いく”と命名してもらい、"あげの" をニックネームとして使用することがある。(使用されることは稀で、ほとんど芸名での出演である)
2022年05月時点で、3500種類の唐揚げを食べている（居酒屋や精肉店、コンビニなどの唐揚げ専門店以外も含む）。

#### 唐揚げ好きになるきっかけ
幼少の頃から唐揚げが大好きだった訳ではなく、揚げ物をあまり家庭内では作らなかったため惣菜などの唐揚げを買い温めて食べていた。高校生の時にアルバイトをしていたオリジン弁当の唐揚げが美味しくて、唐揚げ好きになったのがきっかけ。
社員割で安く買えるとはいえ、なんでいつも唐揚げ弁当ばかり買っているんだろうと思い、改めてオリジンの唐揚げと向き合って食べたところその美味しさに気づき、いろいろな店舗の唐揚げを食べ歩くようになる。
後述の第1回からあげカーニバルが開催された際に会場へ出向き、いろんな店舗の唐揚げを食べて唐揚げの魅力にとりつかれた。最初の頃はただ唐揚げが好きで食べるだけで知識も少ない状態だったが、声優の先輩である橘田いずみが披露する餃子に対する知識や情報量に感化され、唐揚げの魅力を伝えられると思い立ち知識を追い求めるようになる。

#### 唐揚げ好きとしてのこだわり
タレントやMCなどで活動する際には、食品サンプルの唐揚げを付けたヘアピンを自身で作り髪につけて自身のトレードマークにしている。この髪に付けた唐揚げを、有野いくの本体であると設定している。本体のモデルはその日の気分や唐揚げの形・色などにより、醤油唐揚げやザンギなど変化をする。時には複数個つけたり手羽先をつけることもあるが、基本的に頭頂付近に1個つける場合がほとんどである。髪飾りの唐揚げは10個以上ストックがあり、中には3Dプリンタで出力したものもある。
2023年04月時点で3000個の唐揚げグッズを所有。唐揚げグッズを身の回りに置くことによって、必要以上の食欲を抑える効果もある。唐揚げイヤリングは 蝶詰甘味堂 より購入したものである。グッズの他にも、唐揚専門店の唐揚げを揚げているときの音を高級機材でハイレゾ録音し収集している。
テレビ出演の際には、胸に唐揚げ店の女将が手作りで作ってくれた唐揚げワッペンを着けることが多い。
唐揚げ好きになってからの研究歴は2022年時点で15年以上（ただし、年齢設定が14歳なので計算が合わないと指摘されるため、10年以上と言っている）。唐揚げ愛が強すぎて、自腹で10万円かけて「カラフル揚ゲーション」というタイトルの唐揚げソングを制作し、イベント・番組などで披露している（タイトルを略すと「から揚げ」になる。2025年06月25日にリリース）。また、2023年には Karaage Party という唐揚げソングを制作依頼し、自身のオリジナルソングを2曲に増やした。
原作の漫画などでも唐揚げのベストな温め方を紹介するなど、食べ方にもこだわりをもっている。有野自身で唐揚げに最も適していると感じるのは、大山（だいせん）地鶏である。
自身の第2言語を「唐揚げ語」としている。

#### 唐揚げに関するエピソード
週に9回唐揚げを食べていたことがあり、十二指腸潰瘍になって病院に運ばれた。これを教訓に、"毎日健康からあげ生活" をモットーにして野菜を一緒に食べたりと健康的なから揚げ生活を意識するようになった。また、「唐揚げは喉にいい」として仕事の前に唐揚げを食べることも多い。唐揚げは喉にいいという「有野いく理論」をラジオ番組で披露したことがある。

#### 唐揚げ関係の受賞
日本唐揚協会のベストカラアゲニストには、2015年から2018年まで女性声優部門に4年連続で選出されていた。唐揚げ愛によってタレント活動の幅が広がったことから2019年は女性タレント部門で選出され、以降2022年までタレント部門で連続受賞、2024年に再度受賞した。
ローソンが「からあげクン」25周年を記念して2011年09月27日より開始した、ネットユーザーから募集した歌詞で公式ソングを作るプロジェクト「みんなでつくる、からあげクンの歌」に応募し、COCO賞（iku_arin0として）を受賞した。あきこロイドによる曲のお披露目では、観客としてアイコンで登場。

#### 唐揚げダジャレ、ギャグ
イベントや番組などでは、唐揚げのフレーズを織り込んだダジャレやギャグを披露する。
- よろしくお願い申しアゲます（上げますを唐揚げの揚げるにかけている）。頭の唐揚げ（本体）を指差しながら言うことが多い。
- お手アゲ（お手上げの上げを揚げるにかけている）
- See you 揚ゲイン（again の部分にかけた）
- おっ鶏寄せ唐揚げ（お取り寄せで購入できる唐揚げ）
- いいとこ鶏（取りに唐揚げの鶏をかけている）
- トリ乱す（取り乱す）
- うっトリ（うっとり）
- はじめまし手羽先（くりぃむしちゅー有田考案で、くりぃむしちゅーのハナタカ！優越館内でいただいた）
- みてばさき（見て＋手羽先）
- わカラない（分からない）
- 喉がカラカラ（唐唐）
- トリあえず（とりあえず）
- アゲしみ（楽しみすぎてテンションアゲアゲ）[37]
- アゲー！（テンションが高まったときや、驚いたときなどに使う。マツコの知らない世界で思いつく）[38]
- もちアゲる（土曜はナニする内でゲストよりいただいた）
- トリこ（虜）
- し揚がる（仕上がる）

### 声優として主に活動
普段は、声優としてイベントや展示会・説明会の司会 (MC) やレポーターとして活動している。ゲームキャラクターの声 (CV) を担当することもあり、近年はスマホゲームのキャラクターを務めることが多い。
声優になりたいと思ったきっかけの1つはARIAを見たこと。直接のきっかけはオーディション応募であるが、このアニメが有野いくの人生を変える転機の作品になった。第1期『ARIA The ANIMATION』5話"その あるはずのない島へ…"が有野いく激推し回。

### 人物像
年齢非公表。番組や動画配信などで自己紹介する際には、鶏（酉）年生まれで "唐揚げジューシー" の14歳としている。かつては鶏肉にかけて29歳設定としていたが、だんだんリアル感が出てきたため14歳に変更した。

#### 性格
基本的に物事を前向きに捉える性格。いつまでもくよくよせず切り替えることができる。真面目で負けず嫌い、やりはじめるととことんこだわり周囲が感心する結果を出すことも多い。マイペースな性格で、やりたいことにすぐ飛びついてしまう「なんでも有野どこでもいくちょん」をキャッチコピーとしている。やろうとしていることや、やりはじめたことに対して、出鼻をくじかれるのが嫌いである。

#### 趣味・好きなものなど
趣味はネットサーフィン、世界史（高校）、音楽鑑賞、ニコニコ動画（いずれも2008年当時）。世界史は中世（大航海時代など）から近世のヨーロッパが好き。好きな偉人はアメリゴ・ヴェスプッチなど。ピアノを小学2年から6年の4年間習っていたが、ねこふんじゃったなどの簡単な曲をちょっと弾くことしかできない。
部活はパソコン部（副部長）・バドミントン部・家庭科部（高校、菓子作り部）に入部していた。
特技は、間違い探し（2つある画像の違っている部分を探す）。
音楽では、K-POPが好きである。IVEのコンサートや韓国の聖地に行くなどもしている。映画で一番好きな作品は、楽園追放 -Expelled from Paradise-。魔法少女まどかマギカのキャラクターでは、巴マミが好き。サンリオキャラクターのシナモロールが好き。

#### 苦手なものなど
覚醒しすぎて眠れなくなってしまうため、カフェインを含む飲料（コーヒー・お茶など）を普段摂らない。ノンカフェイン飲料や白湯などを好む。

### ファン呼称
ファンネーム（ファンダムネーム）は「あげっこ」。ファンが鶏とリボンのマーク（推しマーク）を自身の名前やプロフィールに入れて、有野いくファンであることをアピールすることがある。

### 挨拶など
ファンに「おはよう地球! 」または、略して「おはチキ! 」と挨拶する（地球を略したチキがチキンとダブルミーニングになっている）。
最初は「おはよう」だったが、唐揚げに対して挨拶していないし、唐揚げを生み出してくれる大地に対して感謝する気持ちを込めるのに良い言葉はないかということで試行錯誤を重ね、最終的に唐揚げの鶏（チキン）にかけた「おはよう地球」で落ち着いた。2010年8月29日のツイートで、初めて「おはよう地球! 」を使っている。2012年4月23日のツイートで「おはちき」と略したバージョンができ、2015年11月6日のツイートで、今の絵文字と Good morning the earth の形ができた。
「おつかれさまでした」の意味で、「おつカラさまでした」または「おつカラ」と言う。カラは、カラアゲにかかっている。

### 所有資格
- 食品衛生責任者養成講習修了（2012年）
- 普通自動車免許（2018年08月取得）

### 団体などから任命されているもの
- 日本唐揚協会 司会
- xR(VR/AR/MR)アンバサダー(Microsoft)[47]
- 「デジタルコンテンツエキスポ (DCEXPO)」公式レポーター
- TeamCaravan宣伝部長（2023年 -）
- 北海道ザンギ応援大使（2019年 -）[48]

### エピソード
- 新宿ロフトプラスワンで行われた徳井青空のトークライブ「みらくる青空ナイト〜見知らぬ、銘柄〜」にゲストとして登場。1兆2億あるというネタの内の一つ「かえるのうた」を披露し、ハイスペックとして評された[49][50][51]
- 2017年11月29日のツイート（酉年、平成29（にく）年11月29日（いいにく））がバズる（最終的に6.7万いいね 4.3万リツイート）。このときにフォロワーが1万人に達した[52]。

## 出演

### 声優出演

#### アニメ
- ナゾトキネ（2016年）- 月夜野 峰 役
- カイトアンサ（2017年）- 月夜野 峰 役
- クラユカバ（2024年）- からあげ売り（女学生）役[53]

#### ゲーム
- つくものがたり（2011年01月27日発売）- いくちょん アシスタント 役
- 文明開華 葵座異聞録（2011年08月18日発売）- アイスクリン店員 役
- ファンタシースターオンライン2（2012年07月04日正式サービス開始）- 街の案内役女性[54]
- メタルマックス4 月光のディーヴァ（2013年11月07日発売）- マロリー 役
- 星霜のアマゾネス（2013年11月14日発売）- アルラウネ役[55]
- 妖怪百姫たん!（2014年サービス開始）- ももんじい[56]、長冠（おさこうぶり）[57]役
- 同人ゲーム「6LDK!」（2015年07月28日発売） - ヒロイン：菜々波楓 役[58]
- RPG『姫王と最後の騎士団』[59]（2015年09月18日正式サービス開始）- 神槍 ローナス 役
- タイタン:神々の戦争（2015年11月27日発売）- 主人公:女 役[60]
- アルテイルクロニクル（2016年11月15日運用開始）- リコルッテ、アンゼルマ、ルビナ 役
- Lord of Dice[61]（2017年08月17日運用開始）- メフィーナ (Mephina Pheles)役 (限界超越後のCV担当）[62][63]
- CARAVAN STORIES（2017年11月29日初リリース）- プリア・アズカディア[64]役
- 戦国大河（2018年11月21日正式サービス開始）- アヤメ（鴉鳥の神帝）[65]、甲斐姫（浮城の戦乙女）[66][67]
- ごっこランド（2019年10月01日）- 「ぼてぢゅうの おこのみやきとたこやきをつくろう！」[68][69]アプリの操作説明・案内役[70][71]
- キャラスト魔法学園（2022年04月25日サービス開始[72]）- プリア[73] 役

#### その他
- 文化庁「被災地における方言の活性化事業採択 方言アフレコ体験教室」フッコちゃん役（フッコという名前は"復興"から。キャラクタデザインは高田明美）[74][75]。

### テレビ番組
- 奥の深道 ～同類くんの旅～ 初回SP（2012年04月13日、フジテレビ系）- 唐揚げ解説者としてゲスト出演。[76][77]
- 佳代子の部屋〜真夜中のゲーム会議〜（2016年11月4日 - 2017年3月2日、フジテレビ）- レギュラー出演[78]
- ワケあり！ヒットゾーン（2017年05月27日、読売テレビ）- 新商品ビールに合う【絶品唐揚げ】をコーディネート[79]
- ワケあり!レッドゾーン（読売テレビ）
  - 唐揚げに命をかけてしまったアイドル（2017年09月07日）[80]
  - 美女大集合スペシャル（2018年02月15日）[81]
  - マニアだから稼げる、お金事情を完全暴露（2018年10月11日）[82]
  - VTR出演（2018年10月13日）
  - グルメSP『ワケあり！夜食ゾーン』（2019年01月03日）[83]
  - 総集編『絶品アレンジグルメ特集』（2020年05月28日）[84]
- 有吉反省会（日本テレビ）
  - 雑キャラアイドル軍団（2018年03月10日）[85]
  - 春の2時間スペシャル（2018年03月24日）[86]
- 車あるんですけど…?（2018年03月25日、テレビ東京）- 焼き鳥＆から揚げマニアおススメの（秘）店巡り[87]
- お願い!ランキング（2018年06月11日、テレビ朝日）- 私って美人ですよね？～なんで仕事がないんだろう？～[88]
- お客様は知っている!（2018年07月13日、フジテレビ）- VTR出演。唐揚げ店の紹介[89]
- あらぶんちょ！特集 ドルキャノ 青葉の章（2018年07月16-29日、東京ケーブルネットワーク）- 主に文京区の魅力を紹介[90]
- 水曜日のダウンタウン（2018年08月22日、TBS系列）- 画像出演[91]
- BSN水曜見ナイト（2018年10月17日、新潟放送）- 2時間スペシャル『全国から揚げ祭り』ゲスト[92]
- ソーシャルジン（2018年10月17日、東京MX）- ゲスト。「あげの」として出演。[93]
- イチモニ！[94][95]（2019年08月10日、北海道テレビ）- ザンギレポート（ジムビームサマーフェス会場から生中継）
- 教えてもらう前と後（2021年1月26日、TBS/MBS系列）- 唐揚げLOVERとして鶏笑の魅力をコメント[96]
- くりぃむしちゅーのハナタカ！優越館（2021年02月25日、テレビ朝日）- 唐揚げ専門家として出演[97]
- まるっと！サタデー（2021年03月26日、TBS系列）- 唐揚げ専門家として出演[98]
- マツコの知らない世界（TBS系列）
  - 春の２時間グルメSP（2022年04月05日）- プレゼンテーターとして出演[99]
  - クリスマスイブSP（2024年12月24日）- [100]
- スッキリ！（2022年04月14日、日本テレビ）- からあげマニアとして出演[101]
- ダウンタウンDX（2022年06月23日、読売テレビ）- ゲスト『やりすぎ趣味を鬼熱弁』[102]
- ノンストップ！（2023年04月26日、フジテレビ）- 「沼から来た。」のコーナーに、から揚げ研究家として出演[103]
- 草彅やすともの うさぎとかめ（2023年06月04日、読売テレビ）- 審査員として出演。（タレント・からあげパーク代表）[104]
- 今田耕司のネタバレMTG（2023年10月21日、読売テレビ）- から揚げマニアとして出演[105]
- 出川一茂ホラン☆フシギの会（2023年11月14日、テレビ朝日）- 利き唐揚げの達人として出演[106]
- バズ100〜バズるための100の法則〜（2024年01月07日、TOKYOMX）- バズり言うわよのコーナーに出演[107]
- バッカーさんのお墨付き（2024年01月07日、フジテレビ）- 唐揚げ研究家として出演[108]
- 土曜はナニする！？（2024年01月13日、関西テレビ）- 唐揚げ研究家 有野いく先生として出演[109]
- シューイチ（2024年02月25日、日本テレビ）- 唐揚げ研究家として出演[110]
- ラヴィット！（2024年04月08日、TBSテレビ）- 唐揚げマニアとして出演[111]
- 探偵!ナイトスクープ（2024年11月08日、ABCテレビ）- からあげクン愛日本一決定戦に出演[112]

### インターネット番組

#### ニコニコ動画
- 鷲崎健のアニメロ新人オーディション（2008年04月04日-09月26日）- 二期生
- 俺たちのまんが道（2013年06月19日）- ニコ生 BBstation公式ch
- 飯テロtv「焼肉喰(し)ながら作戦会議」（2014年10月23日,11月20日,12月18日）- 声優グランプリチャンネル[113][114]
- アキバDE自作PC作るぉ（2014年 11月11日,11月25日）[115][116][117]
- 有野いくのアゲていこう2（2015年 05月08日,06月05日,07月10日）[118]

#### YouTube
- 日本文化人協会（2011年08月06日）- ゲスト[119]
- 末広アンテナチャンネル（2015年）- ラブギガヘルツ、うるせぇ黙れのMusicVideoがある[120]
- チャーリーTV（2016年11月28日[121]、2024年08月11日[122]、2024年08月18日[123]）- 実験アシスタント
- いくチャンネル（2017年03月10日開設）- 自身のYoutubeチャンネル[124]
- K-DASH NEW GENERATION（2018年06月30日）- ゲスト[125]
- 17 Music Lover #5（2019年02月08日）- あげのとしてカラフル揚ゲーションを歌唱[126]
- 科学マジック エンターテイメント（2019年10月17日[127]）- 実験アシスタント
- 有野いくのオキュっていいとも！（- 2023年07月25日）
- studio lolly - ゲームプレイ動画など
- 日刊ゲンダイ
  - Vol.1 鶏笑のチキン南蛮（2018年10月12日）[128]
  - Vol.2 MIKAKU（2018年10月12日）[129]
  - Vol.3 SHINADA（2018年10月12日）[130]
- TeamCaravan
  - キャラストTV（2020年11月28日-2024年11月26日）- ゲストやMCとして出演（プリア役）[131]
  - カゲマスニュース（2023年03月22日 -）- 生放送MC[132]
  - ダンクロニュース（2023年04月06日 -）- 生放送MC[133]
  - リリステタイムズ（2024年09月06日 -）- 生放送MC[134]
- ほぼ10分でサクッとわかる HoloLens 2（2020年05月01日）- 全5回アシスタント[135]
- デッカチャン「楽しい約束」（2020年09月05日）- MV出演[136]
- KARAAGE WARS:カラアゲウォーズ（2020年12月29日）- FRY HIGHのお客役[137]
- 文化庁「危機的な状況にある言語・方言サミット」（気仙沼大会）（2022年01月29-30日、オンライン配信）- 標準語の文章を読む担当[138]
- からあげパーク（からあげステーション）（2022年02月04日 -）- プロデューサーとして、紹介方式で唐揚げ店を訪ねる[139]

#### あっ!とおどろく放送局
- DCSですけど。（2010年10月04日）
- 一緒に食べよ♪（2010年10月04日、14日、19日、27日、29日）
- 一緒に育てよ♪ふれ愛ドル（2010年10月04日、14日、19日、27日、29日、11月16日）
- スマイル学園のたいへんよくできました（2011年）
- あっ!とおどろくAKIBA NOW（2011年06月）- スマイル学園卒業→あっとアキバNOW

#### Ustream
- 「有野いくのアゲていこう!」（2013年03月01日 - 11月15日）- AKIBA伝えたい放送局

#### その他配信メディア
- ０～ZERO～スタ☆ばちこーん！（Akiba.tv ）
  - プレ放送（2011年10月09日）[140]
  - 本放送（2011年10月23日-2012年11月25日）
  - ゲスト（2013年10月16日）
- Tuesday@tv～AKIBA NOW～（2012年04月 -）
- スマホアプリ「ロードオブナイツ」アイドル軍勢盟主
  - 軍勢 月夜のからあげ団（2015年）
  - 軍勢 満月のからあげ団（2017年）
- ポチっと発明 ピカちんキット GYAO!特別版 vol.2（2018年11月09日 - 11月30日）- GYAO![141][142][143][144]
- 矢口真里の火曜The NIGHT（2021年11月10日 ）- 唐揚げアイドルとしてゲスト出演[145]

### 衛星放送
- 有野いく 鉄分はいってますか?（2014年01月01日 -、スカパー！）- 鉄道チャンネル（スカパー！鉄道チャンネル）

### ラジオ
- 銀座SWING!!（2012年09月18日、09月25日、10月02日、10月09日、10月16日、ソラトニワ銀座）- 毎週火曜日レギュラー出演、ローカル放送局
- PRENCOの気分は☆グルービー!!!（2013年4月4日 - 2014年3月26日、Tokyo FM）- メインパーソナリティー（八木栞里）
- アポロン（2013年04月22日、Tokyo FM）- ゲスト[146]
- ちょこ☆ハピ Collection（2013年10月27日 -、レインボータウンFM）- メインパーソナリティ
- やまだひさしのラジアンリミテッドF（2014年05月02日 - 2015年04月25日、JAPAN FM NETWORK系列 全国38局ネット）- 末広アンテナの先っちょコレクション
- みんなのラジオ（2017年10月01日 -、FM-FUJI）- メインパーソナリティ
- Emotional Beat 姫ラジ（レインボータウンFM）[147]
  - ゲスト（2018年03月24日）
  - レギュラー（2、4週目）（2018年04月28日 - 09月22日）
- うかれカメラのしゃべるラジオ
  - ゲスト（2020年05月04日 - 05月25日、かわさきFM）- [148]
  - ゲスト（2020年10月02日 - 10月30日、かわさきFM）- [149]
  - ゲスト（2021年06月05日 - 06月26日、ラジオフチューズ）- [150]

### インターネットラジオなど
- つくものがたり〜あやかし放送局〜（2010年10月13日 - 2011年04月06日、HiBiKi Radio Station）
- やまだひさしのニコラジ（2013年07月02日 - 2014年09月30日、ニコニコ生放送）- 火曜アシスタント（あだ名はザンギ）
- FM深夜バラエティーwktkの枠（2014年07月05日、JFN系列）- ニコニコ動画と同時配信

### 舞台
- 朝倉薫演劇団09'クリスマスファンタジー ～冬の宴～ 第2部（2009年12月22日、新宿 風林会館5階 特設朝倉薫劇場）- 水戸園子 役
- 女の一生 - 知栄 役
- 夢みた景色の描き方 flag.3～ハミングデイズ～（2011年11月24-27日、参宮橋TRANCE MISSION）- 住良木 叶恵 役[151]
- 朝倉薫のクリスマスファンタジー第25回（2011年12月24日、メリーココ（サクラ･フルール青山1階））- 少女人形舞台
- 未確認未来系少女アスカ（2013年07月12-15日、池袋シアターKASSAI）- 明日野アスカ 役
- 少女人形舞台 ～幻奏の宴～ vol.17～バルテュスの深い瞳に～（2014年07月26日、新中野スタジオNOV）- いくちょん 役[152]

### 朗読劇・朗読会
- 「風の塔 ～敵は本能寺にあり～」（2012年01月21日、横浜美術館 レクチャーホール）- 明智 珠（明智 玉）役
- bitter sweet&chocolate soldier（2012年02月05日、nigo）- 甘咲白羽&美黒 役
- 作・演出 朝倉薫「昭和の恋人たち」～女優・声優　朗読会～（2012年02月11日、六本木ライブハウス Bee-Hive）
- アイドル朗読会（2014年09月23日、アメ横アイドル劇場）

## ナレーション・講師など

### CM
- ジュエルペット 魔法のリズムでイェイッ! - ニンテンドー3DS TVCM[153]

### ナレーション
- 中古自動車販売士 資格更新者向けビデオ（2013年09月05日収録）- ナレーションとMC[154]
- 台中国際芸術展 TOKYO ILLUSION「糸姫 a prison in the light」（2018年07月28日-09月30日、台中軟體園區Dali Art 藝術廣場B棟展覽館）
- FUTURE MR ENTERTAINMENT SHOW “TENPYO”（2021年02月27日 - 03月01日）- MR開発者向けの実証実験、ガイド音声[155]
- バズ100〜バズるための100の法則〜（2023年10月22日-2024年01月14日、TOKYO MX）- 番組ナレーター[156]
- XR Kaigi 2023（2023年12月18-22日、Youtube）- オンラインセッションのナレーション[157][158]

### レポーター、ナビゲーター
- 「ふるさとチョイス」いくチャレ！ - ふるさと納税ポータルサイト 公式ナビゲーター
- きたかみチョイス レポーター - 岩手県北上市のふるさと納税「ふるさと北上応援寄附」の公式PRチャンネル[159]
- 「デジタルコンテンツエキスポ」（2011年～継続中）- 経済産業省主催 公式レポーター[160]
- IVRC(国際学生対抗バーチャルリアリティコンテスト) - レポーター[161]
- 上士幌町PR動画2017年版 （2017年）
- 「関西ものづくりワールド」機械要素技術展、設計・製造ソリューション展（2018年10月03-05日）[162]
- CEATEC内 中小企業庁「サポインエキスポ」（2018年10月16-19日）- レポーター[163]

### 講師
- テーマ「情報メディアの活用」講師（2013年02月01日、東京学芸大学）- 前田稔先生講義内
- 方言アフレコ体験ワークショップ
  - 宮城県仙台市若林区「せんだい演劇工房10-BOX」（2014年02月02日）- ふっこちゃんの声
  - 福島県福島市 もちづり学習センター（2015年02月07日）- ポッコちゃんの声
- 授業内でゲスト講師（2016年07月21日、文教大学（湘南キャンパス））- ゲスト講師
- サブカルチュア論（情報学部）「有野いくの"ホットコンテンツをめざせ!!"」（2018年01月23日、文教大学（湘南キャンパス））- ゲスト講師[164]
- CG＆ゲーム制作 特別講義（7201教室）「有野いくの“ゲームが世界を変える”」（2018年07月27日、文教大学（湘南キャンパス））- ゲスト講師[165]
- 道徳授業地区公開講座[166]（2019年06月08日、杉並区立富士見丘小学校 体育館）- 道徳の授業
- メディア表現学科 アニメーション制作（7201教室）「アニメが引っ張るクールジャパン！」（2019年07月29日、文教大学（湘南キャンパス））- ゲスト講師
- 第34回「社会人ゲストをお招きしての懇談会」[167]（2019年10月26日、東京家政学院大学 キャリアバーム）- テーマ「仕事」[168]

### 司会 (MC)
- Mosaic Splash！Vol.13[169]～コミケ後も盛り上がれ！スペシャル！～（2010年08月15日、池袋RUIDO K3）- 自身初MC
- 日本唐揚協会「謝肉祭」（2013年02月09日 -、目黒雅叙園）
- 日本唐揚協会「からあげグランプリ」表彰式（2013年04月18日 -、目黒雅叙園）- 第4回からあげグランプリより
- Japan Innovation Chalennge コンテスト（2016年 -、北海道上士幌町）[170]
- 第五回 格闘ゲーム大学対抗戦 日本eスポーツ学生選手権（2016年08月29日、日本経済大学大学院）
- いわてふるさと納税事業者アワード2017（2017年08月05日、岩手県北上市さくらホール）[171]
- 第一回 日本イーコマース学会 シンポジウム「そのうちamazonに駆逐されて終わってしまう」（2018年04月14日、早稲田大学 井深大記念ホール）[172]
- 花と緑のぐんまづくり2019inみなかみ～ふるさとキラキラフェスティバル～（2019年09月01,07,08日、たくみの里）
- クリスマスドローンショー 2021 in上士幌（2021年12月16-25日、道の駅かみしほろ）- MC[173]

### アシスタント
- de:code
  - de:code2018（2018年05月23日、ザ・プリンス パークタワー東京）- ”HoloLens で実装する AI と IoTとMicrosoft Cognitive Services”[174]
  - de:code2019（2019年05月29日、ザ・プリンス パークタワー東京）- CM05セッション[175]
  - de:code2020（2020年06月17-30日、デジタルイベント）- X04セッション、X08セッション[176]
- Softbank World 2018（2018年07月20日、ザ・プリンス パークタワー東京）- Microsoftブース HoloLensデモ・AIデモ[177]
- IoT World Conference TOKYO（2018年09月14日、JPタワーホール＆カンファレンスKITTE 4F）- Microsoft基調講演のHoloLensデモ[178]
- 関西ものづくりワールド（インテックス大阪）
  - HoloLensステージ（2018年10月03-05日）
  - HoloLens2ステージ（2019年10月02-04日）
- Microsoft TechSummit2018（2018年11月05日、ザ・プリンス パークタワー東京）- AC00セッション
- セミコンジャパン（2018年12月12-14日、東京ビッグサイト）- 日本マイクロソフトブース HoloLensステージ[179]
- Japan IT Week（2019年04月10-12日、東京ビッグサイト）[180]
- Unite Tokyo 2019「現実とデジタルを融合する『Hololens 2』と『Azure Spatial Anchors』解説」（2019年09月25日、グランドニッコー東京 台場）- [181]

## CD・楽曲
| 曲名                                      | 発売日など                                  | 備考 |
| ----------------------------------------- | ------------------------------------------- | --- |
| No Ploblem!                               | 2008年12月24日                              | 作詞:伊福部崇 作曲:鷲崎健 編曲:杉浦"ラフィン"誠一郎 「アニメロ新人オーディション」～Memorial Songs～ 収録                       |
| エンディング曲「積乱雲エレジー」          | 2012年08月31日                              | 作詞/作曲：Antistar 『東京バベル』初回限定版特典CD収録                                                                          |
| ヴォーカルBGM「For the Lord」             | 2012年08月31日                              | 作詞/作曲：Antistar 『東京バベル』初回限定版特典CD収録                                                                          |
| Innovation                                | 2012年11月22日                              | 作詞:有野いく 作曲:田辺恵二 初音ミクとのデュエット曲                                                                            |
| S.O.S ～Summer on Summer～                | 2013年                                      | 作詞:sunny 作曲:CAP 編曲:Riz 舞台「未確認未来系少女アスカ」のオープニングテーマ                                                 |
| ハートはレインボー                        | 2012年11月28日 発表＆初披露                 | 作詞/作曲：孔井嘉乃（あないよしの、シンガーソングライター） 0～zero～スタ ばちこ～ん！Rの主題歌として制作された                 |
| ラブギガヘルツ                            | 2014年03月28日発表 2014年04月23日CDリリース | 作詞/作曲：さつき が てんこもり 編曲：かめりあ（大箭マサヤ 名義） Subcul-rise Record末広アンテナ名義、ニコラジ火曜日EDテーマ    |
| うるせえ黙れ                              | 2014年03月28日発表 2014年04月23日CDリリース | 作詞/作曲：さつき が てんこもり 編曲：かめりあ（大箭マサヤ 名義） Subcul-rise Record末広アンテナ名義                            |
| カラフル揚ゲーション                      | 2017年11月10日発表2025年06月25日リリース    | 作詞/作曲 さつき が てんこもり。有野いく本人も、作詞に関わっている 有野自身が制作した初オリジナルソング VR音ゲー「SEIYA」に収録 |
| THEザンギ～君とザンギ～                   | 2019年08月10日 初披露                       | 作詞：有野いく 作曲：宇佐美（ザンギ王子） 振付：MASA 北海道ザンギ連盟のオリジナルザンギソングとして制作。                       |
| パクパクザンギ♡                           | 2019年12月01日                              | DJ RYOTA feat. 有野いく ザンギソング第2弾。自身初のラップ曲。                                                                   |
| うかラジオールスターズ 二人のFour Seasons | 2020年12月25日                              | うかラジオールスターズとして出演                                                                                                |
| THE ZANGI〜君とザンギ〜                   | 2022年06月17日 発表                         | オリジナルザンギソングとしてサブスクリプション、楽曲配信。 （THEザンギ～君とザンギ～のオリジナルソング化）                      |
| Karaage Party                             | 2023年07月16日 発表                         | 作詞：有野いく 作曲：夜崎ゆい 有野いく本人Ver.と初音ミクVer.がある 有野自身の制作した楽曲としては2曲目                          |

## イベント・ライブ参加など

### イベント
- 「にじ色アメイジングスマイル ver.3」店頭即売会（2008年03月09日、AKIHABARAゲーマーズ本店）- [196]
- コミックマーケット75 アニメロ新人オーディションCD販売（2008年12月30日、東京ビッグサイト）
- コミックマーケット77 ai sp@ace（2009年12月29日-12月31日、東京ビッグサイト）- 企業ブース[197]
- ゆかいな吉祥寺in四谷（2009年06月28日、09月21日、11月23日、2010年01月31日、02月21日、03月28日、04月29日、7月18日、新宿区四谷 Dining Bar Ossa）- トークショー・ライブなど
- 泉極娘（せんごくガールズ）（2015年06月-2020年、群馬県みなかみ町内など）- 月夜野峰 役としてステージ出演
- からあげカーニバル2018有野いくトークショー（2018年05月12日、小田急百貨店新宿店）- トークショー[198]
- 仏教美術×テクノロジーアート「テクノ×和太鼓×プロジェクションマッピングの融合」（2021年12月11日、島根県 蓮敬寺）- トークセッションゲスト[199]

### ライブ参加
- 第1回 A-POP GENERATION（2009年01月21日、パセラリゾーツ グランデ渋谷店）- [200]
- Atomic Girls Night αfeat Marvel-AGE（2010年04月26日、上野BRASH）- [201]
- AKIBA female collection 2days!!（2010年05月04日、DRESS AKIBA HALL）
- アニソン盤イベント（2010年09月23日、渋谷CLUB CRAWL）- バンド名「唐揚げ」
- C-Lip LIVE A GOGO! #47,#48（2010年12月05日、高円寺HIGH）
- アキバ歌スタジオ6（2011年01月13日、AKIBA LIVE STUDIO ROCKET GATE）
- 池袋AngelSweets Vol.13（2011年01月23日、池袋RUIDO K3）
- Voice live Vacation ～バレンタインの陣～（2011年02月01日、渋谷ルイードK2）- 出演者事務所ブログ[202]
- みらくる青空ナイトvol.2 ～見知らぬ、銘柄～（2011年04月17日、新宿ロフトプラスワン (LOFT/PLUS ONE)）[203]
- ペレ草田 単独ライブ『Pele Station4』（2011年09月18日、渋谷シアターD）- ゲスト[204]
- アニソン＆オリジナルソング新春SP（2012年01月09日、六本木BeeHive）[205]
- 50計劃 presents「〜アニソン夏ライブ PART1〜」（2012年06月30日、六本木BeeHive）[206]
- おとなの課外授業一周年スペシャル～EOS原点ミュージシャン＆歴代EOS大集合～（2012年11月22日、下北沢SEED SHIP）[207]
- JOVOコラボ!!1★ ふりったーず×ぎたー（2012年12月20日、下北沢モザイク）- [208]
- 朝倉薫演劇団第26回クリスマス公演クリスマスチャペル＆ファンタジーライブ（2013年12月21日、中野芸能小劇場）[209]
- サブカル☆みっくす（2014年03月01日、恵比寿ライブゲート）- ゲスト
- アニソン・ボカロNiGHT Vol.4（2014年03月04日、新宿OREBAKO）[210]
- 萌ラボ presents／Live2014「アニソン六本木LIVE2014／未知からの誘惑」（2014年07月21日、六本木BeeHive）[211]
- 鈴村あすか主催 オソザッキーの逆襲 vol.01～ステージデビューの巻～（2015年01月17日、神田MIFA）[212]
- Club INSPIRE VJ Gou Presents Event（2017年02月26日、六本木morph-tokyo）[213]

### 末広アンテナとしてのライブ活動
- 末広アンテナ お披露目LIVE!（2014年04月19日、渋谷DESEO）- AKIBA-ManiaX内LIVE
- 「ラブギガヘルツ」リリース記念イベント（2014年04月30日、タワーレコード錦糸町店）[214]
- 末広アンテナ ミニLIVE＆握手会（2014年05月10日、タワーレコード新宿店）[215]
- 全開フリーダムLIVE in Twin Box AKIHABARA（2014年05月25日、TwinBox AKIHABARA）[216]
- Xi-lium vol.40 Anniversary Special（2014年06月08日、秋葉原MOGRA）[217]
- 腹筋崩壊EXTRA～電波 が てんこもり すぺしゃる!!（2014年07月13日、名古屋 金山CLUB SARU）[218]

## 書籍・雑誌・記事

### 原作漫画
- 唐揚道（からあげどう）[219]（2018年02月10日、ぶんか社）- 漫画単行本
- めしざんまい 特集 揚げ物大好き！（2018年05月28日、ぶんか社）- 唐揚道の特別版コミック【台湾回】[220]

### 記事執筆
- コラム 唐揚げアイドル 有野いくの唐揚道（2018年11月号～2022年01月号、ぶんか社）- 漫画 「唐揚道」が連載終了により移行
- 【体験レポ】VR ZONE『攻殻機動隊』（2017年12月09日）- イベント情報記事[221]
- 【レビュー】音ゲーは“体感”する時代へVRリズムアクション『Airtone』（2017年06月25日、Mogura VR）- アプリレビュー記事[222]

### インタビュー記事等

#### 個人の掲載記事
- 特集 新体験！ハンゲームワールド（2010年12月02日、アプリSTYLE VOL.1）
- 鳥のからあげ「ちょい足し激ウマ食材」15選＋徹底リサーチ！コンビニからあげ食べ比べ！（2011年08月23日号、週刊大衆ヴィーナス）
- からあげ大好き声優と「からあげ味」のスナックを食べ比べ（2014年10月25日）- アスキー・ジャンク部リターンズ[223]
- 特命!! アスキービジトク調査班（2014年）[224]
- 魁!! アスキービジトク調査班R（2016年）[225]
- 動画インタビュー＆撮りおろし（LOGiN Web Magazine）
- からあげアイドル・有野いくが推す！“絶品女子からあげ”3選（2017年10月21日、Yahoo!ライフマガジン）
- 「Meets Regional」からあげ とんかつ アジフライ特集号（2018年06月01日、京阪神エルマガジン社）[226]
- 「週刊プレイボーイ」みんな大好き! 都内の激ウマ唐揚げ店!!（2018年07月09日、集英社）
- テンション"あがる"悶絶唐揚げベスト6（2018年10月13日、新聞「日刊ゲンダイ」）- Web版[227]
- 有野いくインタビューが掲載（2020年03月06日、日経MJ（日経新聞社））- [228]
- 食べログマガジン
  - 唐揚げ専門家が推す！ 別格のガリジュワ食感がすごいヤンニョムチキン（2024年05月01日）- 韓国チキンのお店紹介記事[229]
  - 唐揚げ専門家が推す！ 5種の発酵だれで食べる「酒屋」の揚げたて唐揚げ（2024年08月17日）- 蔵前の唐揚げ専門店紹介[230]

#### 末広アンテナとしての掲載記事
- KAI-YOUインタビュー（2014年04月21日）[231]
- ASCII.jpインタビュー（2014年04月23日）[232]

## モデル
- 「Mr.コンプレッサー・プチコンキュート」キャンペーンガール（2010年、GSIクレオス）- [233]
- 『After Effects FIRST LEVEL：ゼロからはじめる映像制作基礎テクニック』（2018年04月13日、ボーンデジタル）- [234]
- ニンジャマスク着用モデル（2019年02月14日、Mogura VR）- [235]
- 「特から」オリジナルTシャツの着用モデル（2022年10月21日、ニチレイ）- [236]
- インフルエンサーモデル（2023年01月、Love watch）- [237][238]

## 唐揚げプロデュース・監修など

### オリジナル唐揚げ販売・配布
- からあげアイドル有野いくのageて'いく' (take) カラ!（秋葉原 男の娘カフェ＆バー NEWTYPE）[239]
  - 2013年04月12日 - 塩からあげ（大山地鶏使用）
  - 2013年04月26日 - 塩からあげ（大山地鶏使用）
  - 2013年05月10日 - 塩からあげ（大山地鶏使用）
  - 2013年06月14日 - 醤油からあげ（大山地鶏使用）
  - 2013年06月28日 - 醤油からあげ（大山地鶏使用）
- 唐揚げ販売（からあげイベント）（2015年11月28日、秋葉原 ぽっちゃりメイドカフェ「シャングリラ」）- オリジナルお麩唐揚げ販売
- キャラストTV2周年ファンミーティング（2022年11月20日、新宿 LOFT/PLUS ONE）- オリジナル唐揚げ「有野さんの唐揚げ」販売[240][241]
- XR Kaigi（2022年12月22日、東京都立貿易センター浜松町館）- オリジナルXR黒唐揚げを配布[242][243]
- フードフェス「偏愛横丁」（2024年05月24-26日、新宿 歌舞伎町）- 開発した限定メニューを提供[244]

### プロデュース
- グリーンマート桂店（2022年05月19日、岩手県仙台市）- プロデューサーを務めるサイト「からあげパーク」とスーパーのコラボ[245]
- ちょまど結婚式（2023年01月09日）- メニュープロデュース[246]
- 揚乃屋「あげ丸」（2023年11月29日、ネット販売や店舗販売など）- 自身初のオリジナル唐揚げ販売[247][248]
- からあげマーケット（2024年10月19-20日、新宿 副都心4号街路）- からあげアンバサダーとして、出店店舗の紹介など[249]